# スティーブ・クラム
スティーブ・クラム （Steve Cram、1960年10月14日 - ）は、イギリスの陸上競技選手。

## 経歴
1980年代に同じイギリスのセバスチャン・コー、スティーブ・オベットらと共に中距離種目で活躍。1983年第1回世界陸上1500mで金メダルを獲得。1984年ロサンゼルスオリンピック1500mでは、セバスチャン・コーに次いで銀メダルを獲得した。
1985年に1500mにおいて、人類史上初となる3分30秒の壁を突破する3分29秒67の記録を樹立した。この記録は2013年7月、モハメド・ファラーに破られるまでイギリス記録であった。また、同年、1マイルでも3分46秒32の世界新記録を樹立している。
2008年、サンダーランド大学の学長に任命される。
2009年、Jarrow & Hebburn Athletics Clubの代表に就任。

## 自己ベスト
- 800m - 1分42秒88
- 1000m - 2分12秒88
- 1500m - 3分29秒67
- 1マイル- 3分46秒32
- 2000m - 4分51秒39
- 2マイル- 8分14秒93
- 5000m - 13分28秒58
- マラソン - 2時間35分

## 主な実績
| 年   | 大会                         | 場所                         | 種目  | 結果   | 記録      |
| ---- | ---------------------------- | ---------------------------- | ----- | ------ | --------- |
| 1978 | コモンウェルスゲームズ       | エドモントン(カナダ)         | 1500m | 2位(q) | 3分44秒83 |
| 1980 | オリンピック                 | モスクワ(ソビエト連邦)       | 1500m | 8位    | 3分42秒0  |
| 1982 | コモンウェルスゲームズ       | ブリズベン(オーストラリア)   | 1500m | 1位    | 3分42秒37 |
| 1982 | ヨーロッパ陸上競技選手権大会 | アテネ（ギリシャ）           | 1500m | 1位    | 3分36秒49 |
| 1983 | 世界陸上競技選手権大会       | ヘルシンキ(フィンランド)     | 1500m | 1位    | 3分41秒59 |
| 1984 | オリンピック                 | ロサンゼルス(アメリカ合衆国) | 1500m | 2位    | 3分33秒40 |
| 1986 | コモンウェルスゲームズ       | エジンバラ(スコットランド)   | 800m  | 1位    | 1分43秒22 |
| 1986 | コモンウェルスゲームズ       | エジンバラ(スコットランド)   | 1500m | 1位    | 3分50秒87 |
| 1986 | ヨーロッパ陸上競技選手権大会 | シュトゥットガルト(西ドイツ) | 800m  | 3位    | 1分44秒88 |
| 1986 | ヨーロッパ陸上競技選手権大会 | シュトゥットガルト(西ドイツ) | 1500m | 1位    | 3分41秒09 |
| 1988 | オリンピック                 | ソウル（韓国）               | 1500m | 4位    | 3分36秒24 |
| 1990 | ヨーロッパ陸上競技選手権大会 | スプリト(ユーゴスラビア)     | 1500m | 5位    | 3分39秒08 |

- qは予選